# 時事多面睇
《時事多面睇》（英語：A Closer Look），是香港電視廣播有限公司新聞及資訊部製作的十分鐘時事專題節目，著重探討及分析當前社會關注的話題，內容遍及香港，兩岸以及國際相關的熱點新聞。現時節目逢星期一至五在旗下頻道無綫新聞台播出。

## 節目歷史
2012年7月2日開播。2015年1月1日更換片頭、背景及名牌（namecard）。2016年2月22日J5停播節目。2018年8月18日直播新聞台停播節目。2019年1月15日TVB新聞台停播節目。2020年3月7日無綫財經·資訊台停播節目。

## 播報形式

### 詳盡版
2012年7月2日啟播初期由互動新聞台（現時為無綫新聞台）主播。連同一名記者共同主持，如當日的主題較為輕鬆，則只有一名無綫新聞台/TVB新聞台主播主持。有時亦會連線在新聞現場記者報道現場情況，再交由其他記者報道。
2015年1月5日起主要由一名無綫新聞台主播主持，偶爾會有多一名無綫新聞部記者主持。同日起，高清翡翠台開始播映十分鐘版《時事多面睇》，至2016年2月22日起停止播映。

### 周末版
周末版是集合前5天詳盡版《時事多面睇》於新聞2台/直播新聞台播出，集與集之間有三十秒的間場過渡。其後於2018年8月18日起停止播映。
2017年8月19日起，無綫財經台開始播映《周末時事多面睇》。2018年1月20日起，無綫財經台正式易名為無綫財經·資訊台，亦維持於該台播出，至2020年3月7日起停止播映。

### 精華版
與詳盡版不同，精華版《時事多面睇》不設主持，只是由記者透過新聞片段旁述，每集長約一分鐘，並於翡翠台及高清翡翠台播出。如當天的主題是本地新聞，由當天主持十分鐘版《時事多面睇》的記者報道及旁述；如當天的主題是外國新聞，則由外電記者報道及旁述。
精華版《時事多面睇》於2012年9月24日起停止播映。

## 主持
- 由無綫新聞台主播兼任，沒有固定主持。

## 主題音樂
- 《時事多面睇》主題音樂News Online（同時是亞洲電視新聞重點背景音樂）

## 另見
- 《主播天下》、《ATV焦點》（形式前）：形式相似的亞視節目。

## 外部連結
- myTV《時事多面睇》重溫[永久]
- myTV《周末時事多面睇》重溫[永久]
- 無綫新聞網站-《時事多面睇》重溫 （页面存档备份，存于）
- 無綫新聞網站-《周末時事多面睇》重溫 （页面存档备份，存于）